# Giovanola
Giovanola Frères est un constructeur suisse de remontées mécaniques et de montagnes russes qui a cessé son activité depuis 2004.

## Historique

### Débuts
La compagnie fut fondée en 1888 par Joseph Giovanola, elle était basée à Monthey, en Suisse. Elle est alors spécialisée dans la fabrication d'outils de carrière, de taillanderie et de serrurerie pour bâtiment.

### Développement
En 1904, Joseph Giovanola décède et son entreprise est reprise par sa femme et ses trois fils (Joseph, Louis, Théodore). Les trois frères rebaptisent la société Giovanola Frères en 1913, puis devient Ateliers de constructions métallique et mécaniques Giovanola Frères SA en 1927. En 1930, les trois frères s'installent dans une nouvelle usine à Clos-Donroux. L'entreprise spécialisée dans la serrurerie et la chaudronnerie a réalisé de nombreuses constructions métalliques telles que ponts, pylônes, charpentes de bâtiments. Au milieu des années 1950, l'ingénieur Dumur a inventé un système de télécabine débrayable.
La première installation a été réalisée à Médran dans la station de Verbier en 1950. Ensuite de nombreuses télécabines ont été réalisées jusqu'au milieu des années 70, notamment aux Diablerets, Villars-sur-Ollon, Grand Saint-Bernard, Crans-Montana, Marécottes, Vercorin, Aminona, Arbignon, Zermatt, Veysonnaz, Flumserberg. En 1964, Giovanola est chargé de la construction du sous-marin Mésoscaphe Auguste Piccard. 

Vers la fin des années 70, Giovanola Frères arrête l'activité des remontées mécaniques. La licence de la pince système Dumur a été vendue aux sociétés Habegger Thun et Walter Städeli à Oetwil-am-See (WSO) qui réalisèrent d'autres télécabines à Laax, Engelberg, Melchsee-Frutt, Grindelwald, Scuol, Tignes et Verbier jusqu'en 1985. Le changement de réglementation en 1986 en Suisse (ordonnance sur les installations à mouvement continu) condamna définitivement l'utilisation des attaches débrayable type poids (sans ressort).

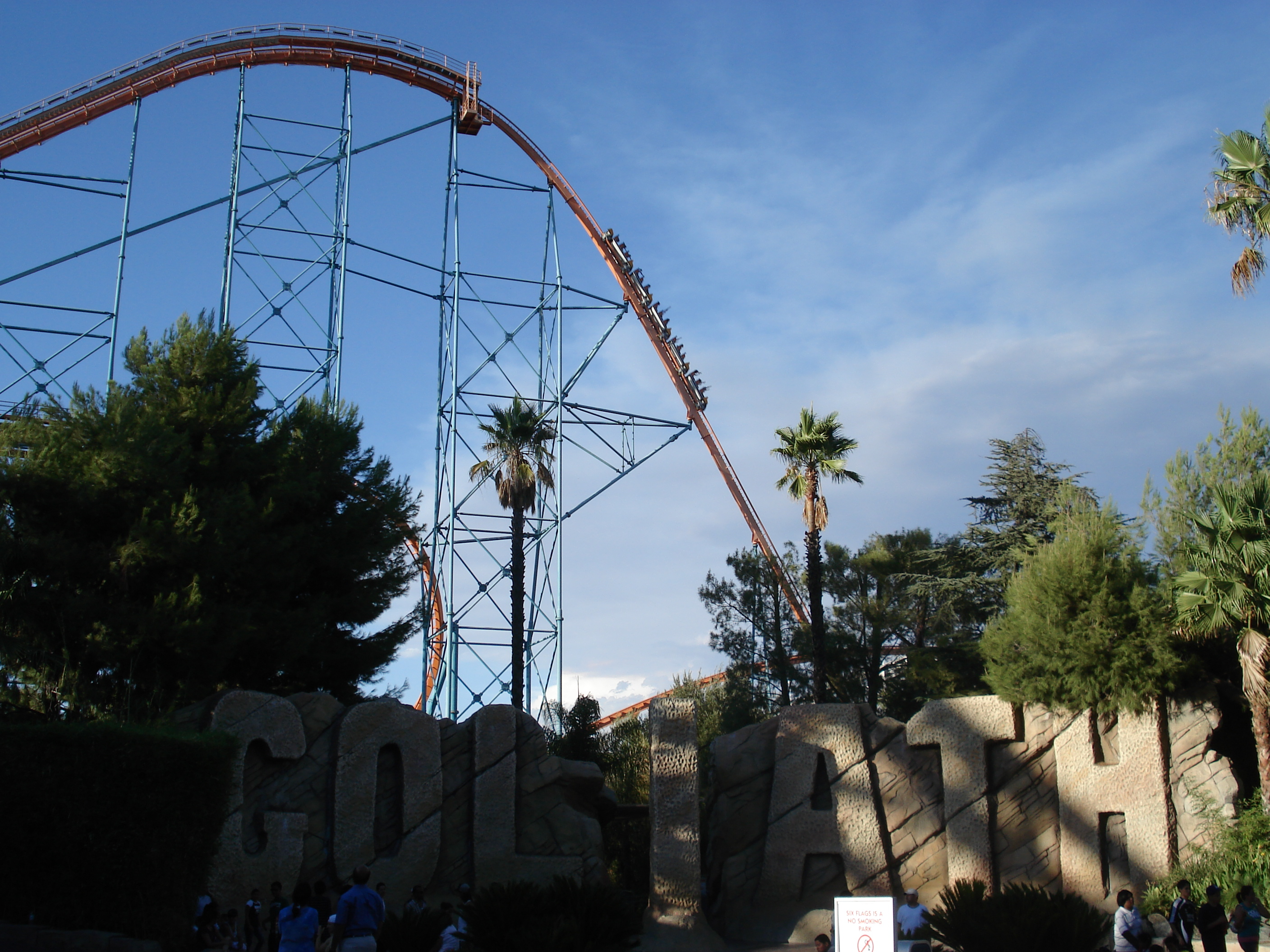
Goliath à Six Flags Magic Mountain

D'autres sociétés utilisèrent aussi cette technologie dans le monde comme PWH (Allemagne). Dans les années 1980, l'entreprise développa son activité de montagnes russes en collaborant avec Bolliger & Mabillard et Intamin avant de créer ses propres montagnes russes en créant la filiale Giovanola Amusement Rides Worldwide (GARW) qui gère cette activité.

### Crise et fermeture
Après plusieurs restructurations, Giovanola Frères continue ses activités dans la chaudronnerie en réalisant notamment la conduite forcée de Bieudron dans le cadre de l'aménagement Cleuson-Dixence en Valais. La rupture de cette conduite à la suite d'un défaut de soudure le 12 décembre 2000 précipite la société dans la faillite. En 2001, la société dément des rumeurs de cession de ses activités puis enregistre une perte de 7 millions de dollars aux États-Unis. À partir du 1er janvier 2002, Giovanola Frères est devenue une société immobilière et de participation détenant des terrains et bâtiments industriels. Les activités de chaudronnerie ont été transférées dans une filiale, Giovanola Technologie (GTec), qui dispose de son propre conseil d'administration. Jean-Pierre Ramseyer assure la présidence de la nouvelle filiale et de la société mère. La Banque cantonale du Valais est devenue le seul bailleur de fonds de la société. Le spécialiste de la gestion de crise, David Hodder, est recruté pour assurer la transition.
Giovanola Frères cesse définitivement ses activités en 2004.
Après sa fermeture, les ateliers du site de Monthey sont rachetés par la commune qui crée la sociéte GESSIMO SA pour gérer le complexe industriel,. Une partie des archives de Giovanola Frères est conservée par l'association du Vieux-Monthey.

## Principales réalisations
- Anaconda à Gold Reef City
- Bobbaan à Efteling
- Disaster Transport à Cedar Point
- Goliath à Six Flags Magic Mountain
- Titan à Six Flags Over Texas
- Télécabine débrayable 4 places (TCD4) Verbier-Savoleyres[10]
- Télécabine débrayable 4 places (TCD4) Les Diablerets - Isenau[11]
- Télécabine débrayable 4 places (TCD4) Aminona - Petit Mont Bonvin[12]
- Télécabine débrayable 4 places (TCD4) Crans-Montana - Chetseron